# Robbie Kruse
Robbie Kruse (Brisbane, Queensland, 5 oktober 1988) is een Australisch voetballer die bij voorkeur als rechtsbuiten speelt. Kruse debuteerde in 2011 in het Australisch voetbalelftal.

## Carrière
Kruse werd in 2007 gecontracteerd door Frank Farina. Hij scoorde bij zijn debuut tegen Wellington Phoenix FC. Zijn ontwikkeling werd ook opgemerkt door Jan van Staa, die voor FC Twente op scoutingsreis in Australië was. In april van 2008 kwam Kruse voor een stage naar de Tukkers, maar keerde vervroegd weer huiswaarts wegens privé-omstandigheden. In 2009 stapte hij over naar Melbourne Victory en in 2011 naar Fortuna Düsseldorf. Hij tekende in mei 2013 een vierjarig contract bij Bayer 04 Leverkusen, dat een gelimiteerde transfersom van € 1.500.000,- voor hem betaalde aan Fortuna Düsseldorf. Leverkusen verhuurde Kruse in augustus 2015 voor een jaar aan VfB Stuttgart, dat daarbij een optie tot koop bedong. Eind januari keerde hij vervroegd terug. In januari 2017 ging hij in China voor Liaoning Hongyun spelen. Kruse verliet samen met James Holland in mei 2017 de club wegens uitblijvend salaris. Kruse nam in juni 2017 met Australië deel aan de FIFA Confederations Cup in Rusland, waar in de groepsfase eenmaal werd verloren en tweemaal werd gelijkgespeeld.

## Clubstatistieken
| Seizoen | Club               | Land      | Competitie           | Duels | Goals |
| ------- | ------------------ | --------- | -------------------- | ----- | ----- |
| 2006/07 | Queensland Roar    | Australië | A-League             | 0     | 0     |
| 2007/08 | Queensland Roar    | Australië | A-League             | 17    | 4     |
| 2008/09 | Queensland Roar    | Australië | A-League             | 4     | 0     |
| 2009/10 | Queensland Roar    | Australië | A-League             | 5     | 0     |
| 2009/10 | Melbourne Victory  | Australië | A-League             | 20    | 5     |
| 2010/11 | Melbourne Victory  | Australië | A-League             | 19    | 11    |
| 2011/12 | Fortuna Düsseldorf | Duitsland | 2. Bundesliga        | 11    | 0     |
| 2012/13 | Fortuna Düsseldorf | Duitsland | Bundesliga           | 30    | 4     |
| 2013/14 | Bayer Leverkusen   | Duitsland | Bundesliga           | 15    | 2     |
| 2014/15 | Bayer Leverkusen   | Duitsland | Bundesliga           | 4     | 0     |
| 2015/16 | Bayer Leverkusen   | Duitsland | Bundesliga           | 7     | 0     |
| 2015/16 | → VfB Stuttgart    | Duitsland | Bundesliga           | 3     | 0     |
| 2016/17 | Bayer Leverkusen   | Duitsland | Bundesliga           | 0     | 0     |
| 2017    | Liaoning Hongyun   | China     | Chinese Super League | 4     | 0     |
| Totaal  | Totaal             | Totaal    | Totaal               | 137   | 26    |

## Erelijst
| Aziatisch kampioen | 1x | 2015 |

1 Ryan ·
2 Degenek ·
3 Meredith ·
4 Cahill ·
5 Milligan ·
6 Jurman ·
7 Leckie ·
8 Luongo ·
9 Jurić ·
10 Kruse ·
11 Nabbout ·
12 Jones ·
13 Mooy ·
14 Maclaren ·
15 Jedinak  ·
16 Behich ·
17 Arzani ·
18 Vukovic ·
19 Risdon ·
20 Sainsbury ·
21 Petratos ·
22 Irvine ·
23 Rogić ·
Coach: Van Marwijk